# クライド・トンボー
クライド・ウィリアム・トンボー（Clyde William Tombaugh, 1906年2月4日 - 1997年1月17日）は、アメリカの天文学者。1930年に冥王星を発見した業績で特に知られている。

## 生涯
トンボーは、イリノイ州のストリーターで生まれた。高校時代に西カンザスに家族と移り住んだが、そこで農場が雹で壊滅し、大学進学を諦めざるを得なかった。彼は独学で学問を続け、1926年には初めて天体望遠鏡を自作した。その後2年の間に2基の天体望遠鏡を自作して彼自身の腕を磨いた。
これらの望遠鏡で観察した火星と木星の記録を、アリゾナ州フラッグスタッフのローウェル天文台に送ったところ、その力量が認められ、天文台に雇われることとなった。
1930年2月18日に冥王星を発見した。（後述）
1932年にはカンザス大学に入学。1936年に学士号、1939年に修士号を取得した後、再びローウェル天文台に戻った。
第二次世界大戦中の1943年から1945年にかけて、アリゾナ州立大学でアメリカ海軍に航法を教えた。
戦後、天文台の財政難のためローウェル天文台に戻れなかった彼は、1946年からニューメキシコ州のホワイトサンズ・ミサイル実験場で9年間働いた後、1955年から1973年に引退するまで、ニューメキシコ州ラスクルーセスのニューメキシコ州立大学で教員を務めた。引退後はニューメキシコ州立大学のトンボー基金のためアメリカとカナダで講演に奔走した。

### 死
1997年1月17日、91歳の誕生日を迎える直前にラスクルーセスの自宅で亡くなった。
彼の遺灰の一部は2006年に打ち上げられた太陽系外縁天体探査機ニュー・ホライズンズのコンテナに納められた。コンテナには以下の銘文が刻まれている。

## 業績

### 冥王星の発見
ローウェル天文台に勤務してからは、天文台長のヴェスト・スライファーの下で天王星や海王星の軌道に影響を与えていると考えられた未知の惑星の捜索に携わった。
新惑星の探索には、撮影時刻の違う同一星野を見比べて、動きがある星はないかを確認するために、当時最新鋭の技術であった点滅コンパレーターが使われた。彼は、ローウェルが9番目の惑星があると予測した周辺の星野を丹念に精査し続けた。
1930年2月18日、前月に撮影された写真と比べて動きがある天体があることに気づいた彼は、その天体が海王星より彼方にあること、小惑星ではないことを確認し、それが第9番目の惑星であると確信した。
命名に当たっては、当時11歳の少女ヴェネチア・バーニーの提案を採用し、5月1日に Pluto と発表した。これはプルートーがローマ神話の黄泉の神で、自分を人々から見えないようにすることができたこと、プルートーの頭文字2文字が Percival Lowell の頭文字と共通することなどの理由によるものである。

### その他の業績
トンボーはその後も新惑星を探したが、黄道周辺には同じ程度の明るさを持つ惑星は見つけられなかった。
ローウェル天文台での観測で、彼は数百の変光星、800近い数の小惑星、2個の彗星の他、29,000にも及ぶ銀河を発見している。
冥王星のほかに、彼は生涯に800近い小惑星を発見した。そのうち、(2839) アネット、(2941) オールデンは娘と息子から、(3310) パッツィは妻パトリシアから、その他5個は彼の孫たちから名を取っている。また、1931年に発見していた彗星（C/1931 AN）は2012年に発見された彗星と同一だと判明して274P/トンボー・テナグラ彗星と名付けられた。

## その他
トンボーはUFOにも関心を持ち、1950年代には軍の要請でUFOの調査をしていたともいわれる。しかし実際にトンボーが（小惑星観測の実績によって）軍から依頼されていたのは宇宙開発の上で危険となりうる地球近傍の物体を探索する調査で、これがマスメディアによってUFO記事と結び付けられたものである。

### 賞歴
- 1931年:ジャクソン＝グウィルト・メダル（王立天文学会）[10]

### エポニム
- 小惑星トンボー[11]
- トンボー地域 - 冥王星にあるハート形の平野